# Caprera, Vasa
Caprera är en ö i Gerby skärgård i Vasa i Finland. Ön har en areal på 0,04 km² och ligger cirka 500 meter från fastlandet.
Ön som ursprungligen hette Fjärdsgrundet har fått sitt namn av lagmannen Henrik Gustaf Aminoff som hade sommarstuga på ön på 1860-talet. Aminoff ska ha liknat den italienska frihetskämpen Giuseppe Garibaldi, hemma från ön Caprera utanför Sardinien. Senare på 1800-talet köptes ön av köpmannen Carl Johan Hartman och har stannat i släktens ägor sedan dess.
Strax norr om Caprera ligger ön Apoteket.